# قله لایلا
قله لایلا (گرجی: ლაჰილი) یک قله در رشته‌کوه قفقاز و کشور گرجستان است.